# Ismaël Traoré
Ismaël Traoré (* 18. August 1986 in Paris) ist ein ivorisch-französischer Fußballspieler.

## Vereine

### CS Sedan
Traoré begann seine fußballerische Ausbildung beim CS Sedan, wo er die ersten Jahre in der zweiten Mannschaft und den Junioren beheimatet war. In der Saison 2007/08 unterschrieb er seinen ersten Profivertrag bei den Profis in der Ligue 2. Sein Debüt für Sedan gab er am 27. Juli 2007 (1. Spieltag) bei einem 0:0-Remis gegen Grenoble Foot. In seiner ersten Saison bei Sedan kam er in der Coupe de France bis ins Halbfinale, nachdem man SM Caen, FC Nantes, SCO Angers und Girondins Bordeaux besiegen konnte und schließlich an Olympique Lyon scheiterte. In der Liga spielte Traoré 28 von 38 möglichen Spielen. Am 4. Spieltag (22. August 2008) der Folgesaison schoss er sein erstes Tor im Profibereich beim 1:1 gegen den AC Ajaccio, als er in der Nachspielzeit den Ausgleich erzielen konnte. Wettbewerbsübergreifend traf er dieses eine Mal in 28 Spielen. 2009/10 kam man bei der Coupe de France bis ins Viterlefinale und Traoré spielte in allen Wettbewerben insgesamt 41 Mal, wobei er ein Tor vorlegen konnte. In der Spielzeit 2010/11 blieb er Stammkraft, sah jedoch in seinen 34 Ligaspielen eine rote Karte. In der Saison 2011/12 war er in der Achtelfinal-Partie gegen den OSC Lille das erste und einzige Mal Mannschaftskapitän seiner Mannschaft. In der Liga spielte er 34 Mal für die Wildschweine, konnte ein Tor erzielen und eines vorbereiten.

### Stade Brest
Sedan verpasste knapp den Aufstieg, Traoré hingegen wechselte ablösefrei in die Ligue 1 zu Stade Brest. Sein Ligue-1-Debüt für Brest gab er am 26. August 2012 (3. Spieltag) bei der 0:4-Niederlage gegen die AS Saint-Étienne in der Startelf. In der Saison 2012/13 konnte er sich jedoch noch nicht richtig durchsetzen, spielte nur 17 von 38 Ligapartien und stieg am Ende der Saison mit Brest ab. Traoré blieb Brest jedoch treu und war in der Ligue 2 nun Stammspieler bei Brestois. 2013/14 spielte Traoré 30 Mal im Trikot der Nordfranzosen. In der darauf folgenden Saison spielte er 36 Mal und erzielte am 21. November 2014 (15. Spieltag) sein erstes Tor für Brest. In seinem letzten Saisonspiel spielte er als Kapitän, sah jedoch in der letzten Minute die rote Karte.

### SCO Angers
Nachdem er auch mit Brest den Aufstieg knapp verpasst hatte, wechselte er erneut in die Ligue 1 zum SCO Angers. Er debütierte am 8. August 2015 (1. Spieltag) bei einem 2:0-Sieg über den HSC Montpellier. Am 28. November 2015 (15. Spieltag) schoss er sein erstes Tor für Angers beim 2:0-Sieg über den OSC Lille. In dieser Saison lief er wettbewerbsübergreifend 36 Mal auf, wobei er zwei Tore erzielte und sechs Mal als Kapitän auflief. In der nächsten Saison 2016/17 lief er 35 Mal auf und traf einmal und auch diese Saison trug er in sechs Spielen die Kapitänsbinde. In der Folgesaison traf er bereits drei Mal in 32 Ligaspielen und wurde außerdem endgültig zum Mannschaftskapitän. 2018/19 kam er zu drei Treffern in 30 Spielen und sah erneut einmal die rote Karte. In der Spielzeit 2019/20 lief er 23 Mal in der später abgebrochenen Saison auf und kam außerdem einmal für die zweite Mannschaft zum Einsatz. In der folgenden Saison spielte er 34 Ligaspiele und erzielte drei Tore. Ende Juni 2021 verlängerte Traoré um eine weitere Saison bis 2022.

### FC Metz
Anschließend wechselte der Innenverteidiger dann im Sommer 2022 mit einem Zweijahresvertrag zum FC Metz in die Ligue 2.

## Nationalmannschaft
Traoré debütierte am 14. November 2012 für die ivorische A-Nationalmannschaft in einem 3:0-Testspielsieg über Österreich. Bis zum Herbst 2020 kam er unregelmäßig in 19 Partien für die Elfenbeinküste zum Einsatz.